# Кузнецов, Альвиан Александрович
Альвиан Александрович Кузнецов (1929—1998) — советский хоккеист с мячом.

## Карьера
Русским хоккеем начал заниматься в 1944 году в Свердловске. В сезоне 1948/49 года играл в составе свердловского «Спартака». Уже со следующего сезона играл в одной из лучших команд того периода ОДО. Выступая до 1957 года за армейцев Свердловска, дважды (1953, 1956) становился чемпионом СССР, дважды (1951, 1955) становился серебряным призёром чемпионата страны, один раз (1952) — бронзовым призёром чемпионата СССР. В 1952 году стал чемпионом РСФСР. Дважды (1951, 1952) становился обладателем Кубка СССР. В семи сезонах (1950, 1951, 1952, 1953, 1954, 1955, 1956) включался в список 22 лучших игроков сезона.
В 1957 году переехал в Первоуральск, где 4 сезона выступал в составе «Металлурга» в качестве играющего тренера. В 1961 году стал чемпионом РСФСР.
В 1956 году провёл одну игру в составе сборной СССР. Серебряный призёр Московского международного турнира 1956 года.